# Ulla Lundholm
Ulla Kaija Lundholm (nata Hovinen; Helsinki, 20 gennaio 1957) è un'ex discobola finlandese.

## Palmarès
| Anno | Manifestazione | Sede        | Evento           | Risultato | Prestazione | Note |
| ---- | -------------- | ----------- | ---------------- | --------- | ----------- | ---- |
| 1984 | Olimpiadi      | Los Angeles | Lancio del disco | 4ª        | 62,84 m     |      |